# 松浦宏明
松浦 宏明（まつうら ひろあき、1966年5月19日 - ）は、千葉県船橋市出身の元プロ野球選手（投手）、教員。

## 経歴
船橋法典高校では外野手だったが、2年生時に投手に抜擢。千葉県屈指の本格派投手として注目され、1984年夏の甲子園県予選準々決勝に進出するが、成田高に0-1で惜敗する。高校時代は打者としても打順が四番で、通算46本塁打を記録している。同年オフに、ドラフト外で日本ハムファイターズに入団。
入団2年目の1986年にはイースタン・リーグで11勝を挙げて最多勝を獲得するものの、一軍登板は1試合のみに終わった。1987年はリリーフで開幕5連勝を挙げる。敗戦処理として登板した直後に打線が活発になり、逆転勝ちを収めるケースが多かったため、ナインやファンからは「逆転のマツ」と呼ばれ、以降は抑えの切り札へ成長する。
1988年には先発投手に転向。15勝5敗4セーブで同僚の西崎幸広・西武ライオンズの渡辺久信と並んで最多勝を獲得する。この年は投手二冠も狙っていたが惜しくも勝率は2位、奪三振は153個、完投10、防御率2.76だった。1989年は肘や肩の故障に悩まされるものの、1990年には11勝を挙げてチームに大きく貢献した。この頃は背番号が0だったことから、「ゼロ戦のマツ」と呼ばれることもあった。
1995年シーズン途中に阪神タイガースとのトレードが進められていたが、交渉が折り合わず決裂。その後、岡本透との交換トレードで横浜ベイスターズへ移籍する。同年1勝を挙げ、セ・パ両リーグでの勝利を記録。しかし、チーム事情によりシーズン終了後に退団。横浜を自由契約になり、中日ドラゴンズの秋季キャンプ（北谷公園野球場）に参加し、同球団の入団テストを受験し合格したが、本人の希望によりそのまま現役を引退した。
日本ハム時代の同僚・田中幸雄とは一時期、義理の兄弟であった（松浦の妻と田中の妻が双子の姉妹であるため。後に松浦の離婚により義兄弟の関係は解消）。

### 引退後
引退後は、医療専門学校に通い資格を取得して医療の仕事に就業し、1996年、横浜市内に「松浦整骨院（松浦スポーツケア）」を院長として開業。スポーツ外傷と障害について治療に携わりながら研究と臨床を重ねる。「行列のできる治療院」として注目されていた。
その後、2003年から手塚一志主催の野球道場・上達屋と契約。技術の進化、研究に協力しながら、プロおよびアマチュアの様々なスポーツ選手（プロボクサー、プロ野球選手、プロゴルファー、プロテニスプレーヤー、陸上選手、相撲など）の指導にあたる。2010年4月で上達屋との契約を終了。
その後は BASEBALL METHOD（野球理論）、Physical Operation Method（身体操作術）通称 POM 、MSC (Method of strength the core of the body）ボディコアメソッドを提唱し、動作解析と身体操作術、そしてトレーニングを使いさまざまなスポーツのレベルアップに努めている。（セルフメディケーション、ウォーキング、ランニング、トレーニングなど）
野球に関するスキルや理論も確立し、アマチュア野球の指導者指導や選手指導に尽力する。
治療家時代の時の肩・肘の障害治療とリハビリトレーニングには定評があり、プロアマ、野球に限らず、様々なスポーツのケガの予防、パフォーマンスアップの為の指導の大切さを選手や指導者へ伝えている。
上達屋時代から研究を重ねてきた、イップスに関しても様々な回復法や指導法を提唱している。
2013年1月より、中国野球リーグの上海ゴールデンイーグルスの投手コーチに就任。
上海女子垒球（上海女子プロソフトボールチーム）の臨時投手コーチも務める。
2014年5月より、中国野球リーグの江蘇ペガサス（江苏天馬）、旧江蘇ホープスターズの投手コーチに就任。背番号は尊敬する王貞治がダイエー・ソフトバンク監督時代に付けていた89。就任後には、5人の怪我投手を復帰させ、全国大会三位、台湾海峡杯では五位、全国棒球冠軍杯では、１大会6試合全て、6人の投手が先発完投勝利の記録を残し、大会優勝の好成績を残している。江蘇女子垒球（江蘇省女子プロソフトボールチーム）の総合臨時コーチも務める。その後女子ソフトボールチームは全国優勝。
2015年5月に帰国後、自身が名誉顧問を務める中国で唯一の女子野球チーム、上海SSG（Shanghai Super Girls Baseball Team）を来日させて、日中友好と親善を兼ねて母校である船橋市立湊中学校との親善試合と、船橋市長への表敬訪問を果たす。
2015年12月、学生野球資格回復研修を受け、アマチュア資格を回復。高校や大学の指導に努める。
2016年4月、地元でもあり母校でもある船橋市立湊中学校の外部指導員として、船橋市教育委員会より委嘱される。
本人が顧問を務める中国で唯一の女子硬式野球チーム 上海SSG（上海 スーパーガールズ）の監督として、香港フェニックスリーグ（香港国際女子野球大会2017）に出場。
また、2016年全国大会出場、2017年と千葉県中学女子野球選抜チーム 千葉マリーンズ（2011年に中学教員が結成したチーム）現KCホークスのアドバイザーも務めている。 
2017年9月より 中野区にある特定非営利活動法人 東京コミュニティスクール（TCS）にスタッフ（教員）として教育の現場に携わっている。
2023年4月より特定非営利活動法人 東京コミュニティスクール（TCS）の校長に就任。

## 詳細情報

### 年度別投手成績
| 年 度      | 球 団      | 登 板 | 先 発 | 完 投 | 完 封 | 無 四 球 | 勝 利 | 敗 戦 | セ 丨 ブ | ホ 丨 ル ド | 勝 率 | 打 者 | 投 球 回 | 被 安 打 | 被 本 塁 打 | 与 四 球 | 敬 遠 | 与 死 球 | 奪 三 振 | 暴 投 | ボ 丨 ク | 失 点 | 自 責 点 | 防 御 率 | W H I P |
| ---------- | ---------- | ----- | ----- | ----- | ----- | -------- | ----- | ----- | -------- | ----------- | ----- | ----- | -------- | -------- | ----------- | -------- | ----- | -------- | -------- | ----- | -------- | ----- | -------- | -------- | ------- |
| 1985       | 日本ハム   | 8     | 1     | 0     | 0     | 0        | 0     | 0     | 0        | --          | ----  | 61    | 11.2     | 15       | 4           | 13       | 0     | 1        | 8        | 2     | 0        | 16    | 15       | 11.57    | 2.40    |
| 1986       | 日本ハム   | 1     | 0     | 0     | 0     | 0        | 1     | 0     | 0        | --          | 1.000 | 9     | 3.0      | 0        | 0           | 0        | 0     | 0        | 5        | 0     | 0        | 0     | 0        | 0.00     | 0.00    |
| 1987       | 日本ハム   | 48    | 0     | 0     | 0     | 0        | 8     | 5     | 8        | --          | .615  | 402   | 96.2     | 83       | 9           | 43       | 5     | 5        | 91       | 6     | 0        | 41    | 38       | 3.54     | 1.30    |
| 1988       | 日本ハム   | 36    | 16    | 10    | 1     | 0        | 15    | 5     | 4        | --          | .750  | 704   | 169.1    | 125      | 19          | 78       | 1     | 4        | 153      | 9     | 0        | 55    | 52       | 2.76     | 1.20    |
| 1989       | 日本ハム   | 6     | 6     | 0     | 0     | 0        | 1     | 4     | 0        | --          | .200  | 114   | 20.0     | 33       | 5           | 18       | 0     | 4        | 13       | 0     | 0        | 28    | 22       | 9.90     | 2.55    |
| 1990       | 日本ハム   | 26    | 18    | 8     | 3     | 0        | 11    | 8     | 0        | --          | .579  | 608   | 140.0    | 127      | 7           | 73       | 3     | 3        | 103      | 9     | 0        | 67    | 54       | 3.47     | 1.43    |
| 1991       | 日本ハム   | 25    | 20    | 3     | 0     | 0        | 9     | 9     | 0        | --          | .500  | 594   | 129.2    | 143      | 20          | 70       | 3     | 3        | 91       | 10    | 0        | 77    | 75       | 5.21     | 1.64    |
| 1992       | 日本ハム   | 13    | 5     | 2     | 0     | 0        | 2     | 5     | 1        | --          | .286  | 243   | 56.2     | 48       | 6           | 28       | 2     | 0        | 35       | 1     | 0        | 29    | 27       | 4.29     | 1.34    |
| 1993       | 日本ハム   | 30    | 0     | 0     | 0     | 0        | 4     | 2     | 1        | --          | .667  | 224   | 52.1     | 44       | 4           | 23       | 1     | 0        | 35       | 4     | 0        | 23    | 18       | 3.10     | 1.28    |
| 1994       | 日本ハム   | 28    | 11    | 1     | 0     | 0        | 2     | 7     | 0        | --          | .222  | 335   | 69.2     | 88       | 11          | 40       | 0     | 5        | 40       | 8     | 0        | 58    | 53       | 6.85     | 1.84    |
| 1995       | 横浜       | 9     | 1     | 0     | 0     | 0        | 1     | 1     | 0        | --          | .500  | 73    | 16.0     | 19       | 5           | 7        | 1     | 1        | 11       | 0     | 0        | 13    | 13       | 7.31     | 1.63    |
| 通算：11年 | 通算：11年 | 230   | 78    | 24    | 4     | 0        | 54    | 46    | 14       | --          | .540  | 3367  | 765.0    | 725      | 90          | 393      | 16    | 26       | 585      | 49    | 0        | 407   | 367      | 4.32     | 1.46    |

- 各年度の太字はリーグ最高

### タイトル
- 最多勝利 ：1回 （1988年）

### 表彰
- 東京ドームMVP：1回 （1990年）
- イースタン・リーグ最多勝利：1回 （1986年）

### 記録
初記録
- 初登板：1985年5月28日、対ロッテオリオンズ6回戦（川崎球場）、8回裏に3番手として救援登板・完了、1回無失点
- 初奪三振：同上、8回裏に庄司智久から
- 初先発：1985年10月20日、対ロッテオリオンズ26回戦（川崎球場）、1/3回2失点
- 初勝利：1986年10月19日、対ロッテオリオンズ26回戦（川崎球場）、7回裏に4番手として救援登板・完了、3回無失点
- 初セーブ：1987年6月11日、対ロッテオリオンズ10回戦（後楽園球場）、6回表に2番手として救援登板・完了、4回無失点
- 初先発勝利・初完投勝利：1988年7月2日、対阪急ブレーブス11回戦（東京ドーム）、9回1失点（自責点0）
- 初完封勝利：1988年9月14日、対阪急ブレーブス21回戦（阪急西宮球場）

その他の記録
- オールスターゲーム出場：1回 （1987年）
- 日米野球出場：2回 （1989年、1990年）

### 背番号
- 59（1985年 - 1987年）
- 0（1988年 - 1994年）
- 11（1995年 - 同年途中）
- 18（1995年途中 - 同年終了）

## 所有資格&スキル（2024年12月 現在）
```
・学生野球資格（
学生野球資格回復制度
）
```

```
・整体師
```

```
・
カイロプラクター
```

```
・
スポーツトレーナー
```

```
・
パフォーマンスコーディネーター（PC）
```

```
・
上級救命技能認定
```

```
・
大型二輪免許
```

```
・
普通免許
```

```
・
中型免許
```

```
・
1級船舶免許
（
YAMAHA Sea Style
）
```

```
・
けん玉先生
```

```
・
アンガーマネージメント
（キッズインストラクター資格）
```

```
・
食品衛生責任者
```

```
・
銃砲刀剣類所持資格
```

```
・
第1種狩猟免許
```

```
・蕎麦打ち職人
```

```
・ギター演奏
```

```
・
スポーツ映像分析
```

```
・動作解析
```

```
・チームマネージメントアドバイザー
```

```
・スポーツアナリティクス
```